# Torneo di Wimbledon 1976
Il Torneo di Wimbledon 1976 è stata la novantesima edizione del Torneo di Wimbledon e terza prova stagionale del Grande Slam per il 1976. Si è giocato sui campi in erba dell'All England Lawn Tennis and Croquet Club di Wimbledon a Londra, in Gran Bretagna, dal 21 giugno al 3 luglio 1976.

## Risultati

### Singolare maschile
Björn Borg ha battuto in finale  Ilie Năstase con il punteggio di 6-4, 6-2, 9-7.

### Singolare femminile
Chris Evert ha battuto in finale  Evonne Goolagong con il punteggio di 6-3, 4-6, 8-6.

### Doppio maschile
Brian Gottfried /  Raúl Ramírez hanno battuto in finale  Ross Case /  Geoff Masters con il punteggio di 3-6, 6-3, 8-6, 2-6, 7-5.

### Doppio femminile
Chris Evert /  Martina Navrátilová hanno battuto in finale  Billie Jean King /  Betty Stöve con il punteggio di 6-1, 3-6, 7-5.

### Doppio misto
Françoise Dürr /  Tony Roche hanno battuto in finale  Rosemary Casals /  Dick Stockton con il punteggio di 6-3, 2-6, 7-5.

## Junior

### Singolare ragazzi
Heinz Günthardt ha battuto in finale  Peter Elter con il punteggio di 6-4, 7-5.

### Singolare ragazze
Nataša Čmyreva ha battuto in finale  Marise Kruger con il punteggio di 6-3, 2-6, 6-1.